# Ryzec smoločerný
Ryzec smoločerný (Lactarius picinus), jinak také ryzec datlí, je druh houby z čeledi holubinkovitých (Russulaceae).

## Znaky
Klobouk v průměru dorůstá 3–14 cm, nejdřív polokulovitý s podvinutým okrajem se rozevírá na klenutý, plošně rozložený až mírně nálevkovitý, s nenápadným, nízkým středovým hrbolkem. Pokožka je jemně sametová, suchá, matná, hladká, s nepravidelnými hrbolky, barvu má temně hnědou, červenohnědou, černohnědou až šedočernou, někdy s fialovým nádechem.
Lupeny jsou bílé, krémové, světle okrové, oranžové až rezavé, na klobouku jsou hustě uspořádané, u třeně jsou připojené. Výtrusný prach je žlutý až okrový.
Třeň je 3–10 cm dlouhý, válcovitý, dutý, hnědý nebo našedlý, světlejší než klobouková pokožka, báze je bělavá.
Dužnina je pevná, bílá, na řezu růžoví, vůně připomíná ovoce či ruský čaj, chuťově je nahořklá a palčivá. Mléko je bílé, růžovějící, chuťově je ostré.

## Užití
Nejedlý druh.

## Ekologie
Od srpna do října roste tento ryzec nehojně v horských smrkových či jedlových lesích na kyselém, humidním substrátu.

## Rozšíření
Výskyt druhu byl popsán v oblastech Evropy a Severní Ameriky.

## Galerie

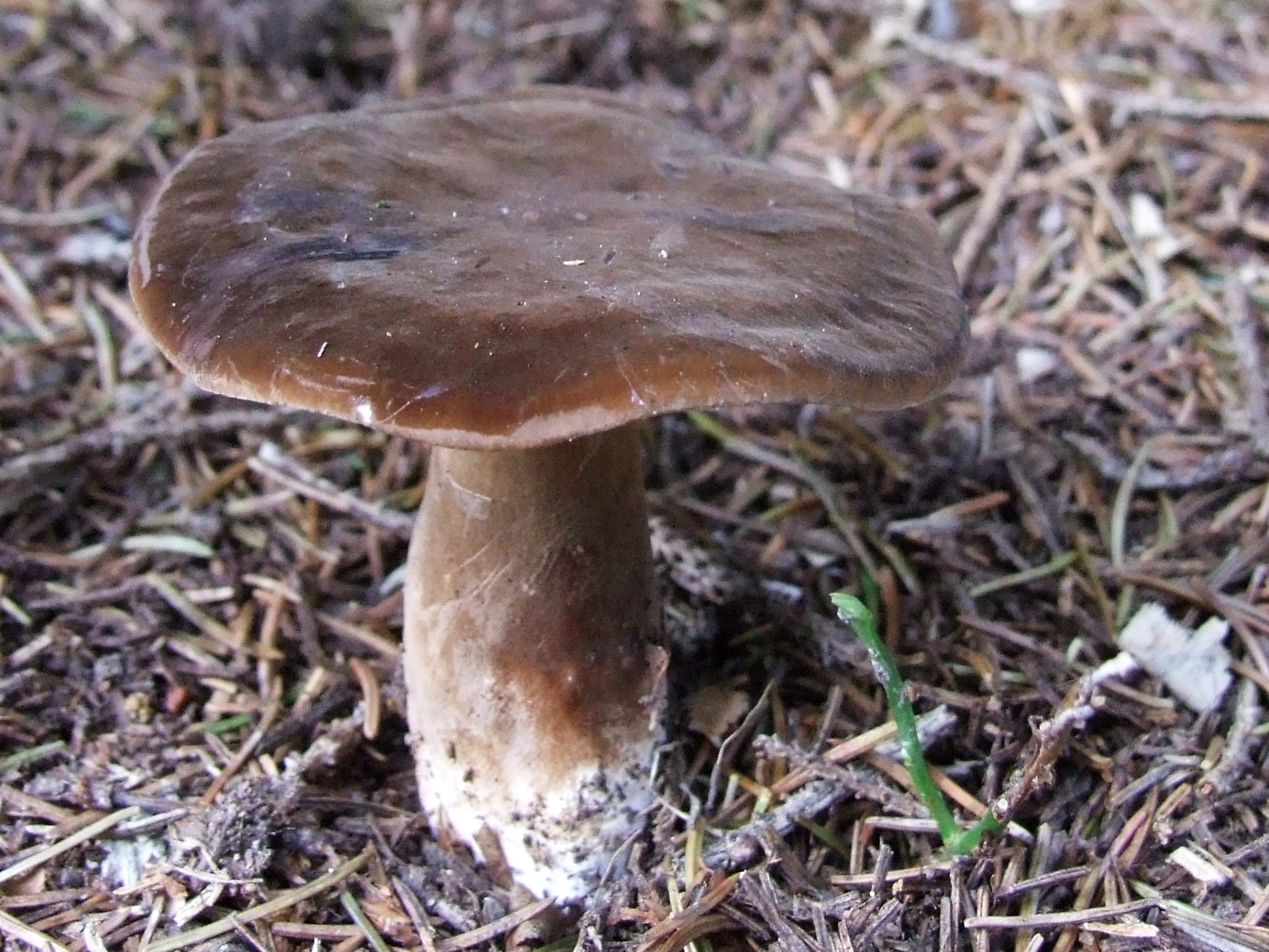
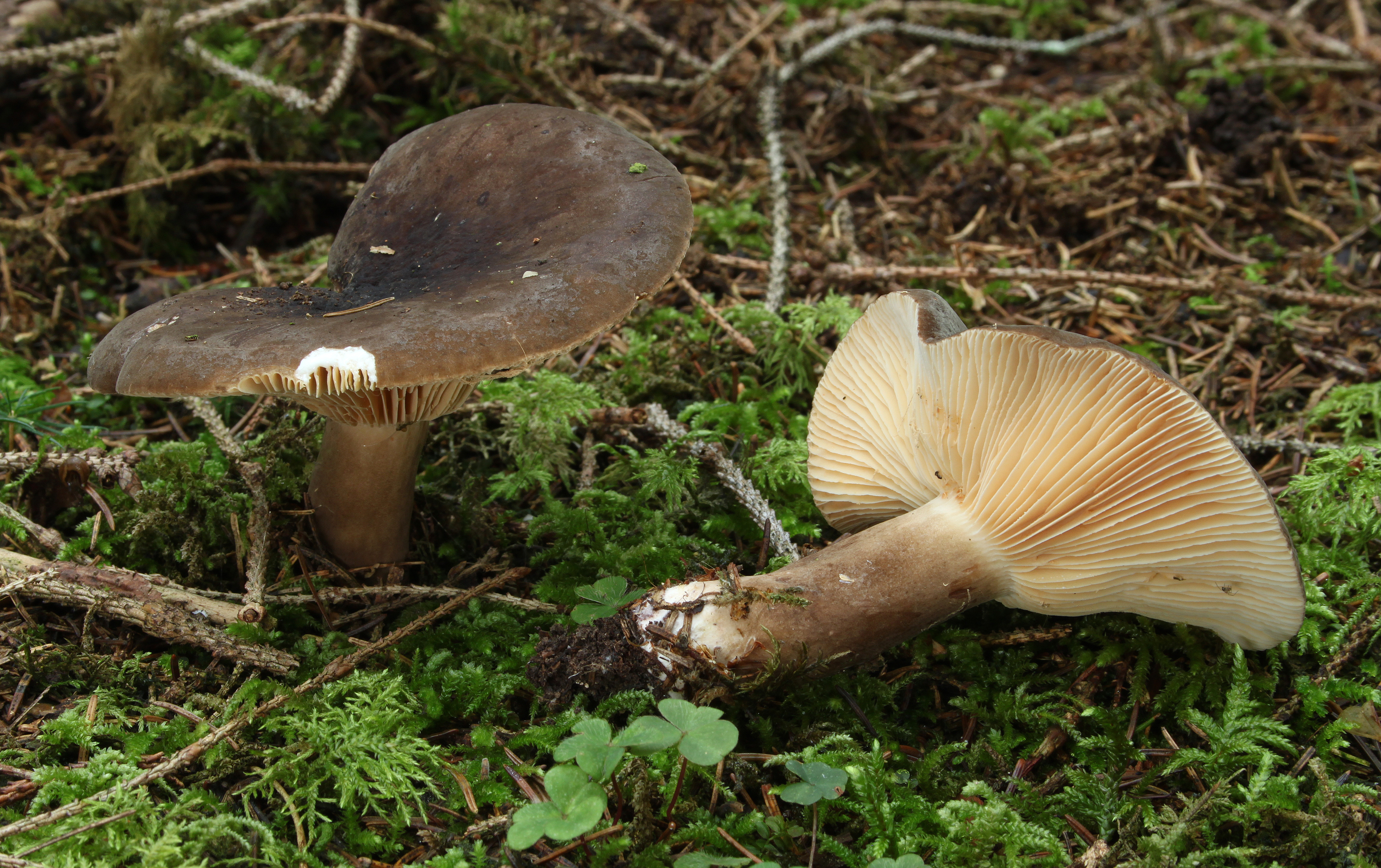
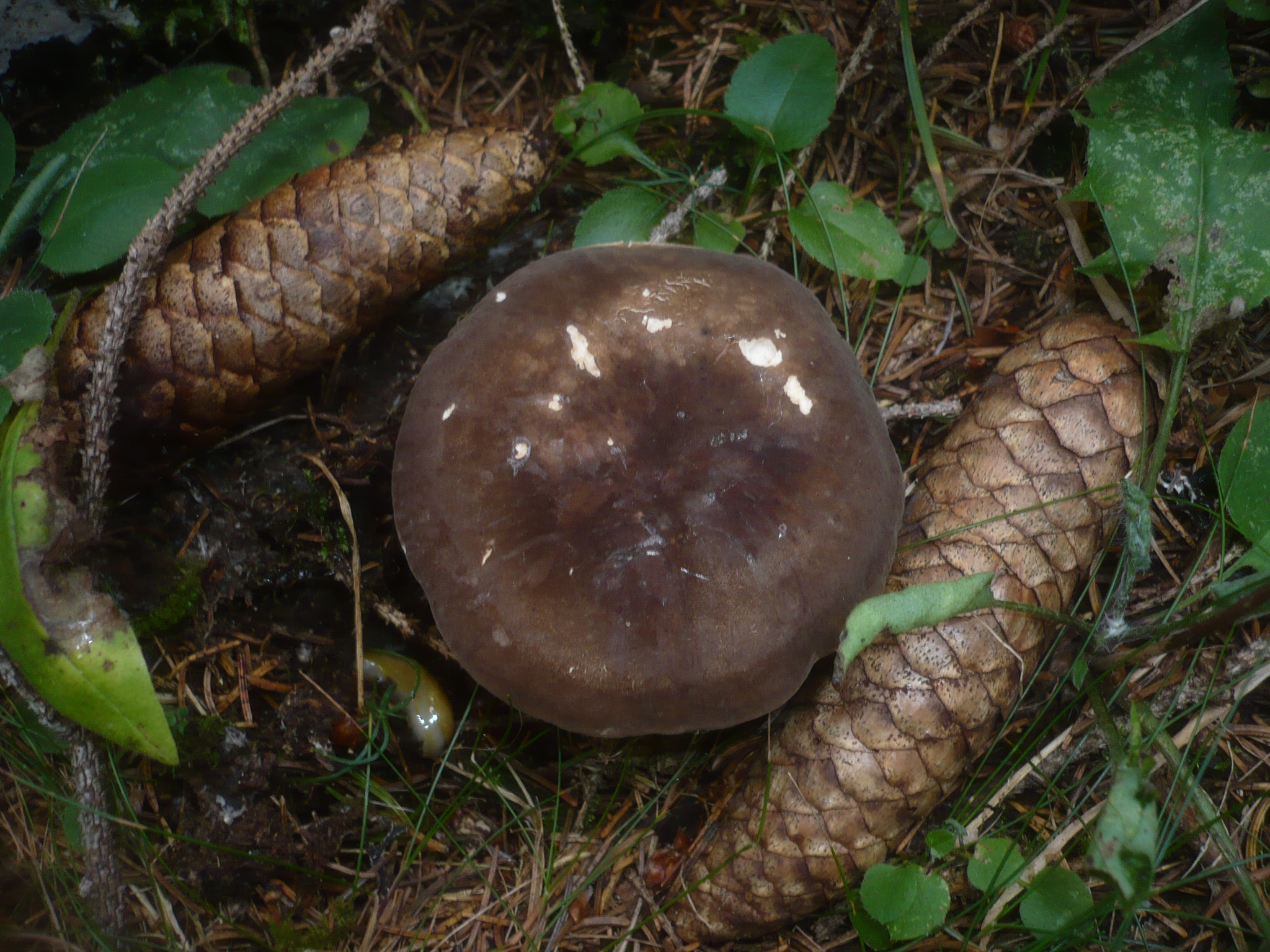
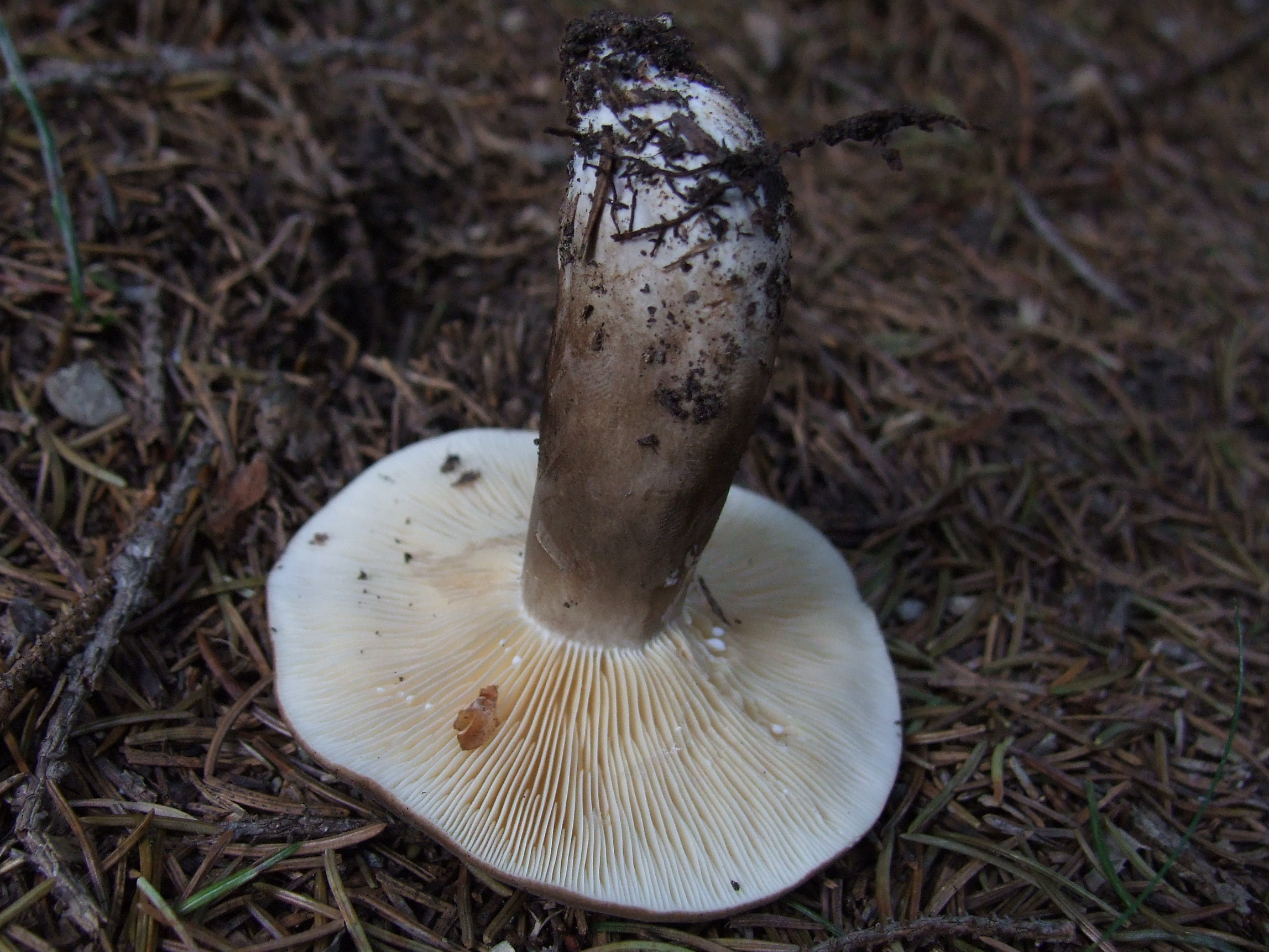

## Možnost záměny
- Ryzec černohlávek (Lactarius lignyotus)
- Ryzec řídkolupenný (Lactarius ruginosus)
- Ryzec sazový (Lactarius fuliginosus)[2]